# Secutor mazavasaoka
Secutor mazavasaoka is een straalvinnige vissensoort uit de familie van de ponyvissen (Leiognathidae). De wetenschappelijke naam van de soort is voor het eerst geldig gepubliceerd in 2011 door Baldwin & Sparks.